# Bataille de Crécy
Pour les articles homonymes, voir Crécy.
 (janvier 2014).
Guerre de Cent Ans
Batailles
La bataille de Crécy oppose, le 26 août 1346, l'armée du royaume de France à l'armée d'Angleterre, venue pour saccager et piller les terres proches des rivages de la Manche. Cette bataille où les monarques respectifs, Philippe VI de Valois et Édouard III Plantagenêt, sont présents et actifs, se conclut dans la nuit par une victoire écrasante de l’armée anglaise, pourtant en infériorité numérique, sur la chevalerie et l'infanterie françaises et ses alliés, qui accusent des pertes très importantes du fait de l'indiscipline et des lacunes du commandement. Cette grande bataille marque le début de la guerre de Cent Ans et le retour d'une technique traditionnelle d'archerie.

## Contexte historique
En 1346, Édouard III entreprend une troisième chevauchée ayant pour but de piller les provinces françaises proches de la Manche. C'est au cours de cette chevauchée qu'a lieu la bataille de Crécy.
La bataille de Crécy se déroule dans les premiers temps de la guerre de Cent Ans ; elle est l'une des premières batailles rangées de la guerre.
Édouard III d'Angleterre, revendique le trône de France, en tant que petit-fils de Philippe IV le Bel, à partir de 1337. Il en porte  les armes depuis 1340. L'enjeu sous-jacent du conflit est sa revendication de possession en pleine souveraineté de la Guyenne. Édouard III est vassal du roi de France pour le fief de Guyenne, ce qui crée une hiérarchie entre deux rois : Édouard III ne veut plus accepter que la justice française soit une cour d'appel de ses décisions, tandis que Philippe VI a là un prétexte pour déclarer la commise contre les terres anglaises, ce qu'il fait en 1337. La possession de la Guyenne est donc un enjeu central des premières années de la guerre de Cent Ans, et avait déjà donné lieu à des guerres, comme la guerre de Guyenne (1294-1297). La question dynastique se surajoute à cet enjeu.
Le 7 octobre 1337, à l'abbaye de Westminster, le roi d'Angleterre Édouard III lance publiquement un défi à son cousin, le roi de France. Il conteste la légitimité de Philippe VI de Valois et revendique la couronne de France pour lui-même. C'est le facteur déclenchant de la guerre de Cent Ans.
La première campagne d'Édouard III se déroule en 1339. Il s'attire habilement le soutien des villes flamandes, grosses clientes des produits lainiers anglais. Une hégémonie anglaise au nord du royaume de France s'amorce.
En 1340, après avoir tenu sa cour à Gand et pris le titre de « roi d'Angleterre et de France », Édouard III engage la seconde campagne sur terre et sur mer. Elle se solde par la défaite de la marine française lors de la bataille navale de l'Écluse.

## La campagne
En 1346, Édouard III entreprend une campagne ayant pour but initial de prendre Paris.
Édouard III prépare un nouveau débarquement, qu'il ne sait encore où fixer. Son adversaire, le roi de France, lui épargne de trop longues hésitations en condamnant à l'exil un grand seigneur normand, Geoffroy d'Harcourt, sire de Saint-Sauveur-le-Vicomte, lequel va se réfugier à la cour d'Angleterre, offrant ainsi à Édouard III le prétexte idéal d'un libre accès en Cotentin.
Le 7 juillet, le roi d'Angleterre réunit 1 200 navires dans les rades de Portsmouth, Southampton et des ports de l'île de Wight et hisse les voiles.
Le 12 juillet, il débarque avec 14 000 hommes à Saint-Vaast-la-Hougue, dans le Cotentin et s'empare de la Normandie.
Surpris et terrorisés par les Anglais, les Normands ouvrent leurs villes dont les défenses n’auraient pu résister à un assaut. Après avoir saccagé et pillé le Cotentin, les troupes d’Édouard III assiègent et prennent Caen, pourtant bien défendue. La flotte qui les a suivies repart de Ouistreham vers l’Angleterre chargée d’un considérable butin.

## Vers l'affrontement
Édouard III fait alors mouvement vers le nord pour rejoindre ses alliés flamands. Mais il doit d'abord franchir les obstacles naturels que constituent la Seine et la Somme.
Il tente de franchir la Seine par Rouen qui lui refuse le passage. Il se retire sans livrer bataille et s’installe à Poissy, le temps d’établir un pont sur la Seine qu’il franchit le 15 août.
Philippe VI de Valois rassemble des troupes de plus en plus nombreuses à Saint Denis et s’apprête à livrer bataille. Comme en Normandie, Édouard III poursuit sa chevauchée tout en évitant le combat frontal. Mais il lui faut encore franchir la Somme. Édouard III s’installe à Airaines afin de repérer et de tester les passages possibles. À la différence des villes normandes, les villes de la Somme sont puissamment fortifiées et bien défendues. Le roi de France, à la tête d’une armée considérable, a rejoint Amiens et risque de le prendre en tenaille entre le fleuve et la mer.
Édouard III se dirige vers le passage de Blanquetaque, gué non loin de Noyelles-sur-Mer, entre Abbeville et Saint-Valery-sur-Somme, franchissable aux heures de basse mer. L’armée anglaise se lève à l’aube du 24 août et franchit le fleuve.

## La préparation de la bataille
Édouard III désire remonter vers la Canche, il franchit la Somme après une bataille au gué de Blanquetaque. Il y est accueilli par Catherine d’Artois, fille de Robert III d'Artois son ancien compagnon. Puis il se dirige vers Rue, qu’il pille et brûle. Mais il doit bifurquer à l’est, freiné par la difficulté de traverser les bas-champs de l'Authie inondés à marée haute, et comprenant l’impossibilité de rejoindre facilement Montreuil dans cette région particulièrement pourvue en étangs et marais. À l’est, il contourne la forêt de Crécy, probablement par le sud, sa frange nord étant marécageuse. Il doit ainsi se rapprocher de l’armée française, dont il sait qu’elle est à Abbeville, avant de repartir vers le nord.

Carte de la Vallée de la Somme

Il ne peut donc plus éviter le combat et va devoir livrer bataille. Le 25 au soir, il s’installe sur les hauteurs du plateau de Crécy-en-Ponthieu et envoie ses barons en reconnaissance. Le 26 au matin, il décide que c'est le bon endroit pour attendre les troupes françaises.
De son côté, Philippe VI de Valois sort d’Abbeville à la tête d’une impressionnante armée composée, selon Froissart, de 20 000 hommes d'armes à cheval et de plus de 100 000 hommes. Ces chiffres font l'objet d'un débat chez les historiens. Parmi ceux-ci, 6 000 mercenaires génois ou castillans conduits par Carlo Grimaldi et Antonio Doria qui ont la réputation d’être à la fois les plus habiles arbalétriers et les meilleurs marins d’Europe. En outre Philippe VI de Valois a également appelé à l'ost ses vassaux et alliés extérieurs au royaume de France. On trouve dans les rangs français entre autres, Jean Ier de Luxembourg roi de Bohême, Charles IV fraîchement élu roi des Romains, Charles II de Valois duc d'Alençon et frère du roi.
Puis Philippe VI et sa considérable armée marchent vers l'ouest, arrivent à proximité du plateau, en vue des collines et petites vallées entre Crécy au sud et Wadicourt au nord, par la route basse. Un orage éclate, rendant le terrain glissant.

## Les forces en présence
Il est très difficile de donner un état précis des forces en présence, tant les différentes sources sont contradictoires.
L'armée anglaise est formée en trois « batailles », deux forment la première ligne (le Prince Noir et les comtes de Northampton et d'Arundel). Édouard III commande la troisième « bataille » qui formera la seconde ligne. L'ensemble comprend de 8 000  à   12 000 hommes, dont environ 3/4 d'archers. La première ligne est parfaitement positionnée derrière des rangées de pieux où viendront s'empaler les chevaliers français. Les chevaliers anglais sont prêts à contre-attaquer si besoin est.
L'armée française, beaucoup plus nombreuse, de 24 000  à   50 000 hommes, est organisée sur trois lignes. Au-devant on trouve les arbalétriers génois, ainsi que deux lignes de chevaliers. Le reste est composé de troupes à pied qui occupent l'arrière et les côtés. L'armée française n'a aucune tactique pour la bataille et arrive en fin de journée de manière confuse devant la position anglaise.
Les historiens anglais de la Belle Époque estimaient l'effectif anglais à 30 000 hommes, surplombant par leur position une armée turbulente d'environ 100 000 hommes menée par Philippe de Valois. Les dernières estimations établies par les historiens sont beaucoup plus réduites. Elle font état pour l'armée du roi d'Angleterre de 14 000 hommes débarqués à La Hougue dont 2 800 hommes d'armes (cavaliers), 2 800 archers auxquels s'ajoutaient 8000 fantassins, archers et cavaliers légers. Pour l'armée du roi de France, on l'estime de nos jours à 25 000 soldats dont 15 à 20 000 hommes d'armes (cavaliers) et 2 000 arbalétriers génois.

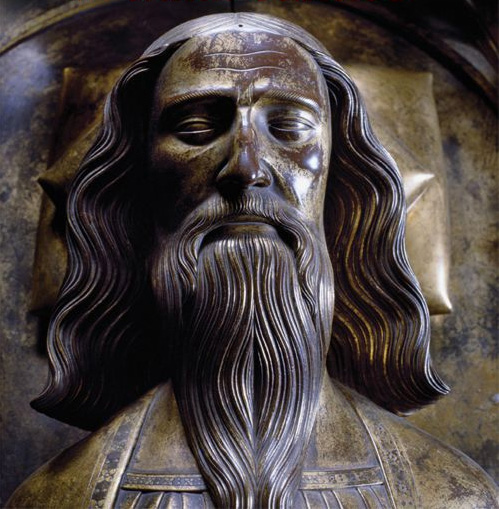
Édouard III d'Angleterre.
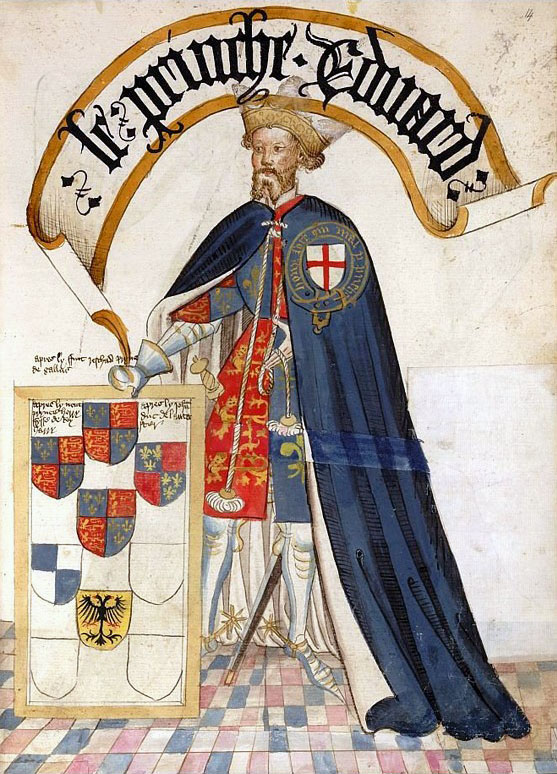
Édouard de Woodstock, le « Prince Noir ».
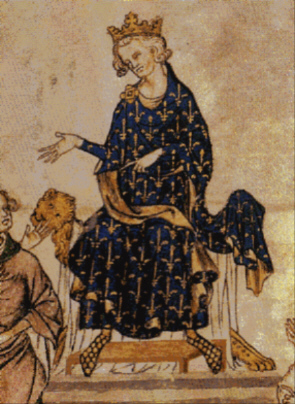
Philippe VI de Valois, roi de France.

## La bataille

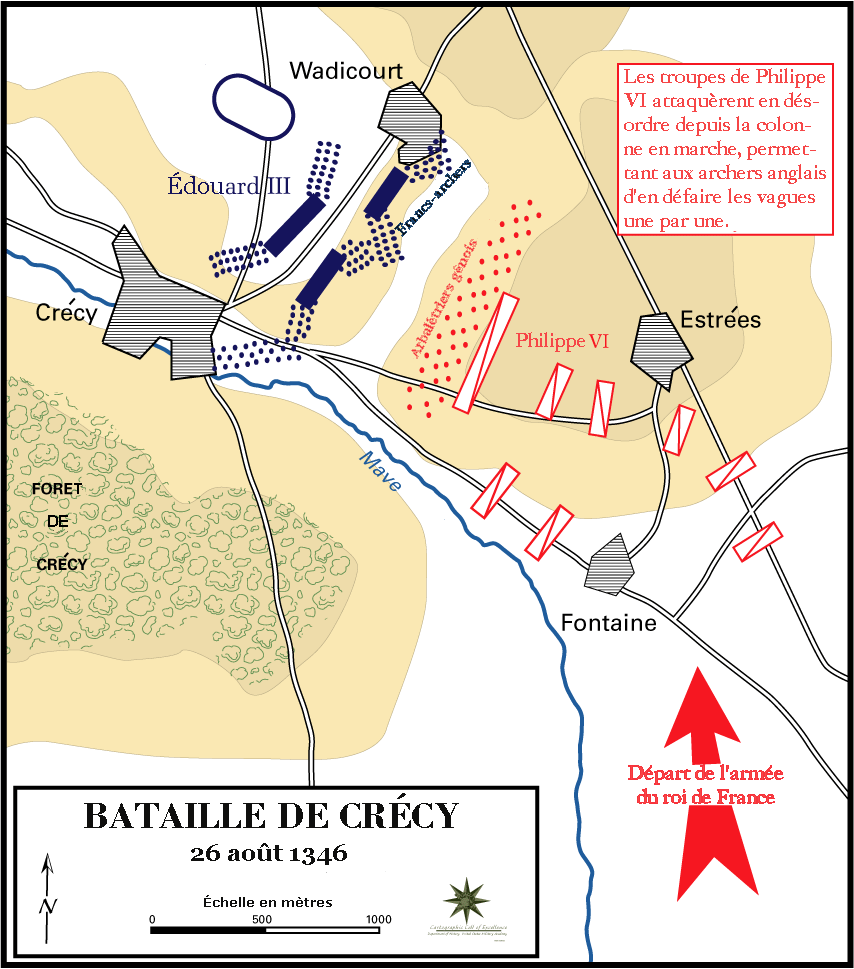

L'après-midi du 26 août, l'armée du roi de France débouche de la route d’Abbeville en désordre. Il est trois heures de l'après-midi et un orage qui menaçait depuis quelque temps éclate. Mais les soldats surexcités par l'approche, impatients d'en finir se ruent vers les hauteurs où stationnent les Anglais prudents.
Le roi Philippe VI ne parvient pas à faire appliquer son ordre de reporter le combat au lendemain. Les premiers escadrons reçoivent l'ordre de Philippe VI et s'arrêtent à temps. Et c'est alors que la bataille tourne à la confusion. Les escadrons suivants voient les autres soldats arrêtés, et, s'enthousiasmant, ils se mettent à crier et à accélérer la cadence pour arriver les premiers devant les Anglais. Personne n'entend les ordres répétés du roi de France, et les soldats à l'arrêt sont entraînés par les autres dans une sorte de folie générale. Philippe VI lui-même, gagné par la contagion de démence, pointe son épée en l'air et hurle : « Je vois mon ennemi, et par mon âme, je veux l'affronter ! ».
Philippe VI envoie alors les arbalétriers génois entamer le combat mais leurs armes ont souffert de la pluie : les cordes en cheveux sont humides et perdent de leur puissance alors qu'une corde rustique en chanvre, celle des longs arcs traditionnels gallois, gagne en dureté lorsqu'elle est mouillée. Les arbalétriers génois ne peuvent lancer que des traits sans force et sans précision, alors que les archers gallois continuent les tirs en l'air pour arroser un secteur choisi par un guetteur haut perché sans souci de précision. Les Génois sont épuisés par leur marche avec cette arme lourde et encombrante alors que les archers gallois n'ont qu'à détendre leurs arcs. De plus, ils ne tirent qu’à une cadence de 4 coups par minute, et enfin, la précipitation de la bataille les envoie démunis de leurs pavois, qui sont leur seule protection, restés dans les bagages en arrière.
Malgré une idée traditionnellement répandue, il est possible que canons ou autres bombardes n'aient pas été employés à Crécy : peut-être ont-ils joué un rôle mineur, uniquement pour contrer psychologiquement les charges renouvelées de chevalerie française. En effet, les seules mentions de ces armes sont faites par le Florentin Giovanni Villani, qui rapporte ces événements quelques mois après la bataille dans sa Nuova Cronica. Ainsi, dit-il, « le roi d'Angleterre disposa ses très nombreux archers qui sur les chariots, qui en dessous, armés de bombardes qui tiraient des petites balles de fer avec du feu » (XIII 67). Lesquelles bombardes, continue l'auteur, « produisaient un tel boucan que l'on aurait dit que Dieu lui-même tonnait, causant de nombreux morts parmi les soldats et abattant de nombreux chevaux » (XIII 68). Giovanni Villani n'ayant pas assisté à la bataille, Froissart ne mentionnant ces canons que dans la deuxième édition de son texte et les Grandes Chroniques étant postérieures de près d'un siècle aux événements, il est difficile de tenir compte de ces témoignages. Du côté anglais, aucun chroniqueur ne mentionne d'armes à feu. À la logique des faits il serait possible que nulle bombarde n'ait été utilisée : Édouard III faisait retraite après une campagne éclair de pillage, et il apparaît peu sensé qu'il se soit encombré de lourdes bombardes difficilement transportables à travers les gués des fleuves et les marais de la baie de Somme, sans avoir à les démonter et remonter, a fortiori pour une campagne rapide comme celle-là. Toutefois, même si la surprise dans les rangs français et la terreur de la chevalerie face à ces armes nouvelles doivent en être atténuées, l'ost français avait utilisé ces mêmes bombardes en 1324 lors de la campagne de Guyenne.
Les Génois aussi mal protégés sous la pluie d'orage inoffensive que sous la pluie de flèches galloises régulièrement mortelles hésitent, se replient puis s'enfuient loin des Anglais. Croyant à une trahison, le roi Philippe VI ordonne aux chevaliers français qu'ils tuent les mercenaires fuyards. Dans leur enthousiasme dément, ceux-ci chargent leurs propres alliés. Ils poursuivent sur les lignes anglaises, mais les traits d'arbalètes les déciment et ils s'empalent sur les pièges placés la veille.
La suite pour les Français n'est qu'une succession de charges inutiles et meurtrières, sans cohérence ni commandement d'ensemble.
Jusque tard dans la nuit fraîche sous un ciel étoilé, les Français effectuent sans succès une quinzaine de charges, brisées par les archers gallois. Ceux-ci, au nombre de 6 000, avec leur arc long anglais tirant chacun de 6 à 12 flèches à la minute (soit 36 000 à 72 000 flèches), noient sous une grêle de projectiles les Français dont les chevaux ne sont pas encore protégés, ou mal. Cependant, après le lever du jour, un assaut français plus organisé, mené par le duc d’Alençon, frère de Philippe VI, atteint la première ligne d'archers gallois qui au corps à corps, face à des chevaliers au grand galop, ne peut résister. Les chevaliers français en rage commencent un terrible massacre ; les archers, horrifiés par le carnage dans leurs rangs, reculent en désordre.
La réponse est consignée dans les registres littéraires. Il est évident que les troupes britanniques serrent les rangs. Deux corps voisins viennent en renfort et s'efforcent de repousser l'offensive, puis de la diviser. Ainsi, après avoir traversé la ligne d’archers, l’attaque du duc d’Alençon se heurte à des gens d’armes et aux chevaliers anglais. Cernés de toute part, les chevaliers français épuisés par le poids de leur armure, aveuglés par le soleil et déshydratés par la chaleur estivale, restent isolés et subissent de lourdes pertes car leurs chevaux sont d'abord abattus par les archers. Ainsi la seule réelle percée de la chevalerie française finit à pied, massacrée sous le nombre des adversaires. Parmi les morts se trouve l'imprudent duc d’Alençon tué sous son cheval.
Semble-t-il bien avant midi, le roi de France blessé par un projectile suit les conseils du comte de Hainaut et abandonne le champ de bataille où s'amoncellent chevaliers massacrés et chevaux transpercés. Avec une petite escorte il demande asile au château de Labroye quelques lieues plus au nord. La scène est restée célèbre : blessé au visage, effaré par cette catastrophe qu'il n'avait pas prévue, il appelle : « Ouvrez, c'est l'infortuné Roi de France ! »
Sur le champ de bataille, les actes de vain héroïsme se succèdent, dont celui de Jean Ier de Luxembourg, aveugle, qui charge entouré de ses gens sur son cheval lié par la bride à ceux de sa maison.
Cette bataille marque la fin de la guerre dite de tradition « courtoise ». Mais n'oublions pas que la narration littéraire courtoise n'a rien à voir avec le monde concret de la guerre et de la domination politique, si ce n'est qu'elle est porteuse d'un imaginaire sublimé des actes et des pensées.
Édouard III a désormais les mains libres pour remonter vers Calais, et assiéger la ville. Le long siège de Calais ouvre véritablement la guerre de Cent Ans, une guerre longue où le vainqueur du moment et du lieu s'appuie sur un réseau de villes places-fortes en extension et un pillage dévastateur des campagnes.

## Galerie

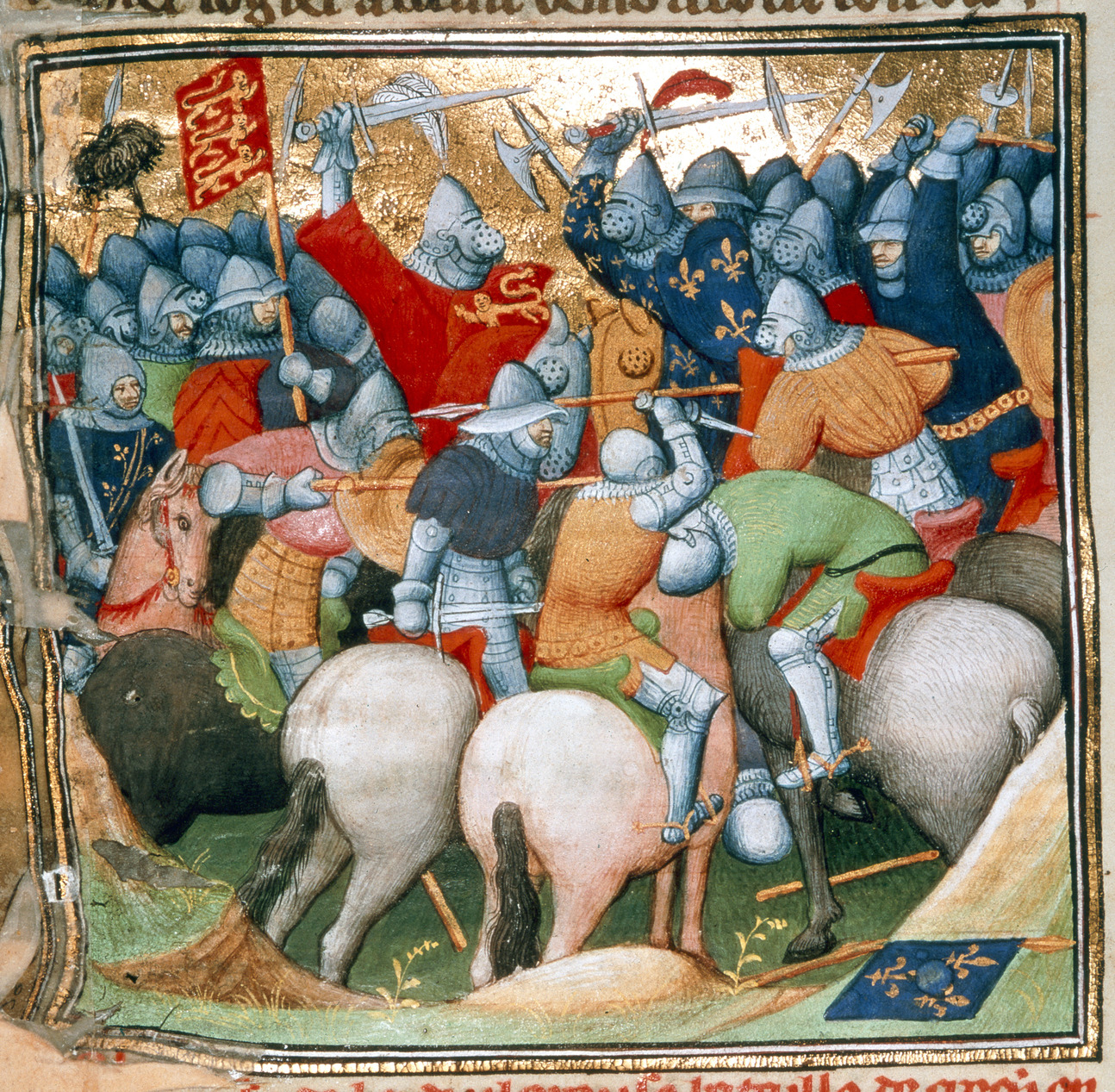
Bataille de Crécy.
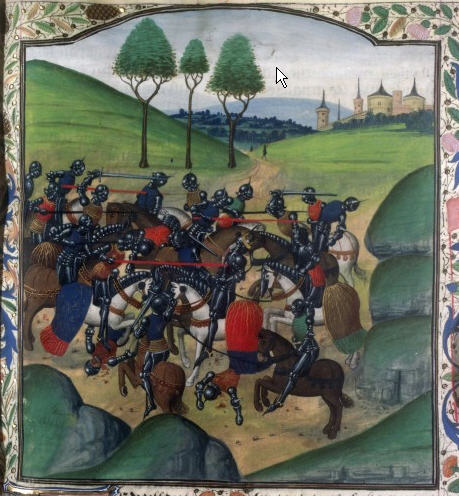
Bataille de Crécy.
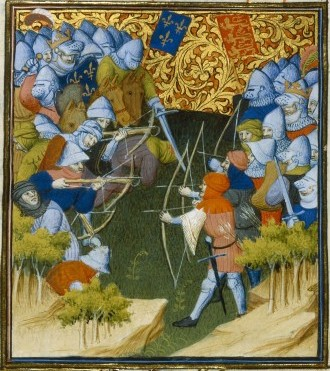
Bataille de Crécy.
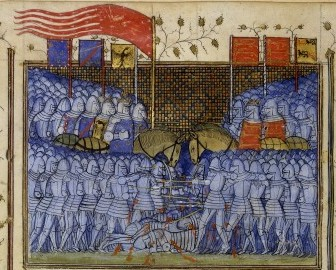
Bataille de Crécy.

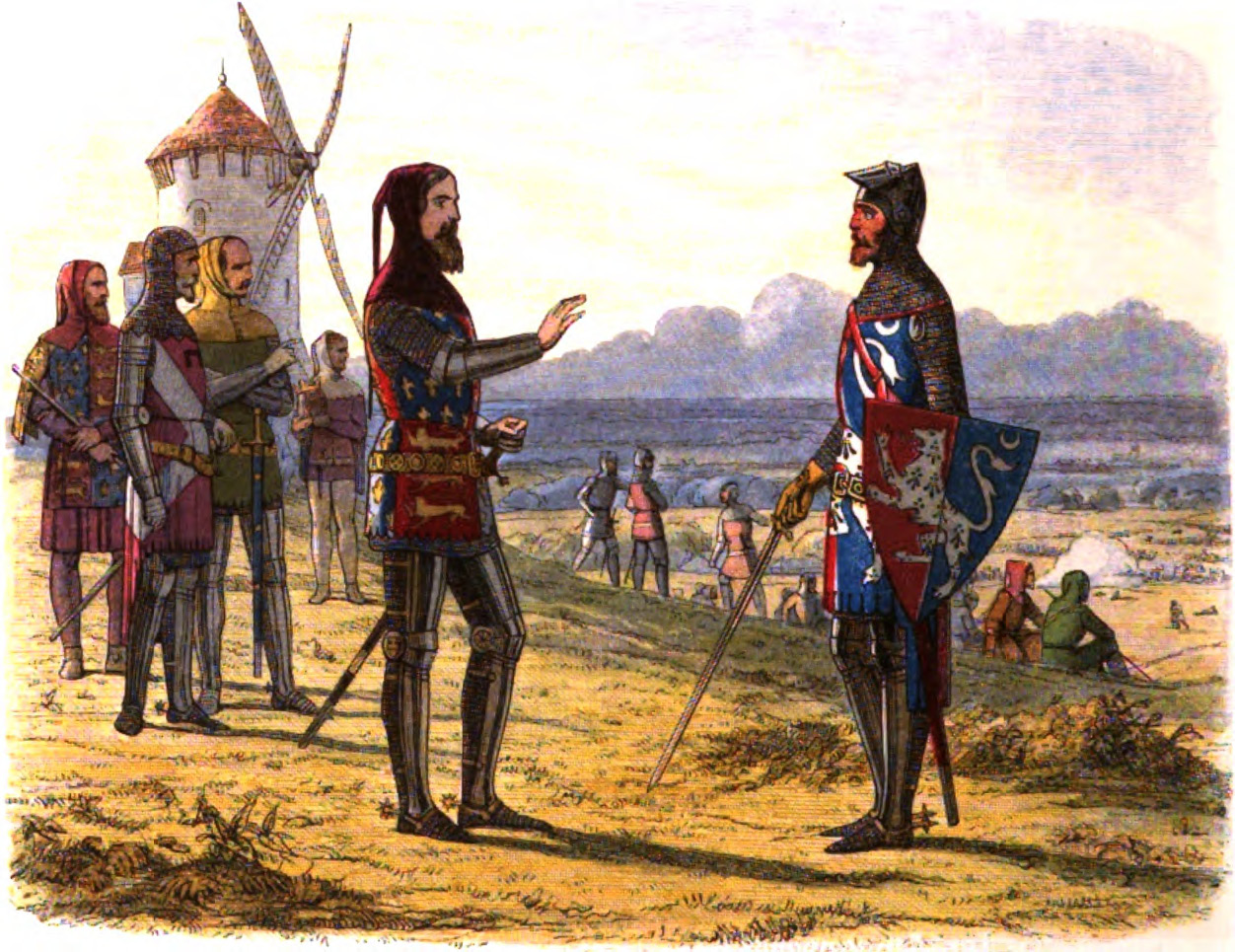
Édouard III refusant d'aller au secours de son fils, le Prince Noir.
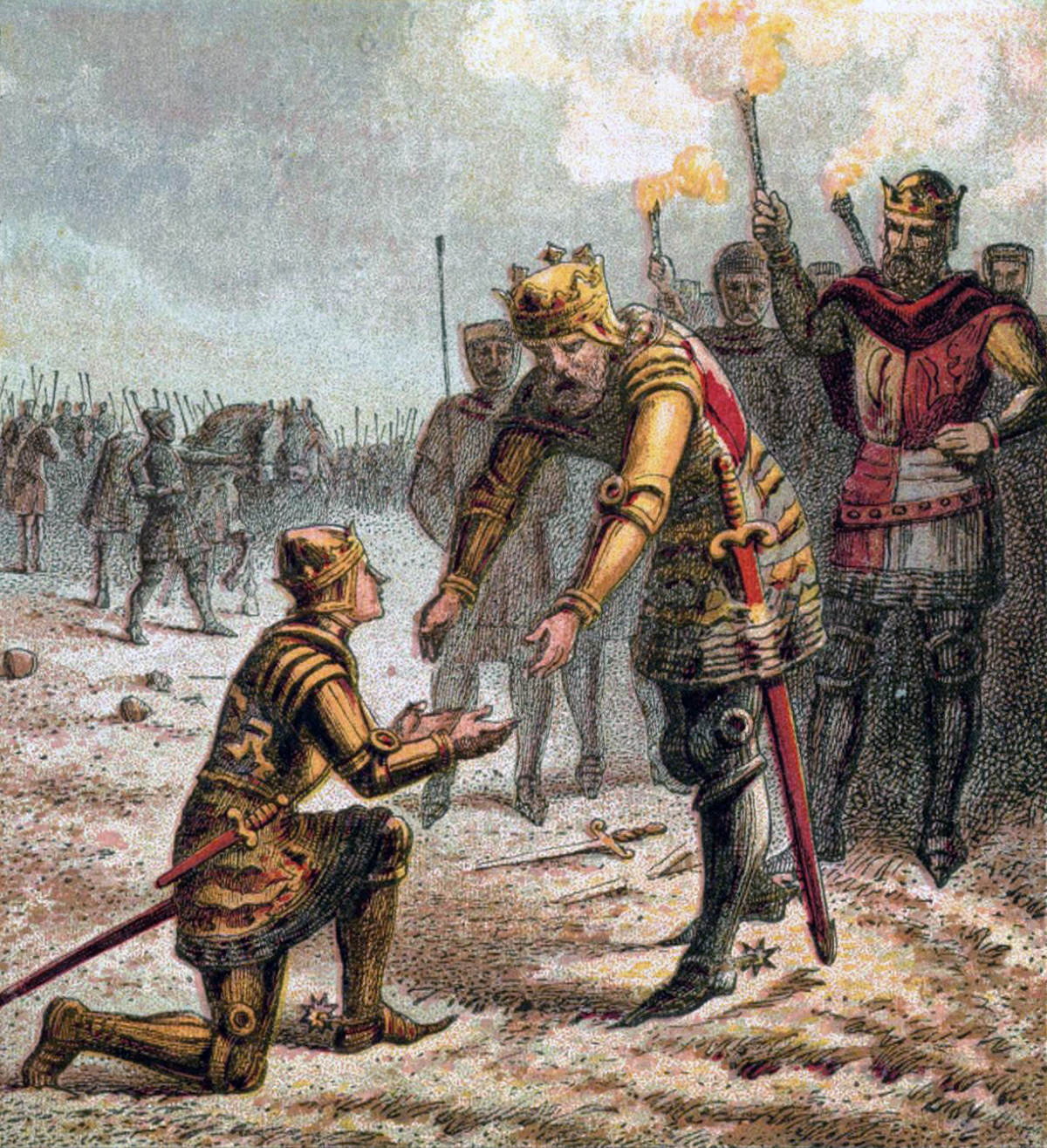
Édouard III remerciant son fils pour sa conduite courageuse.
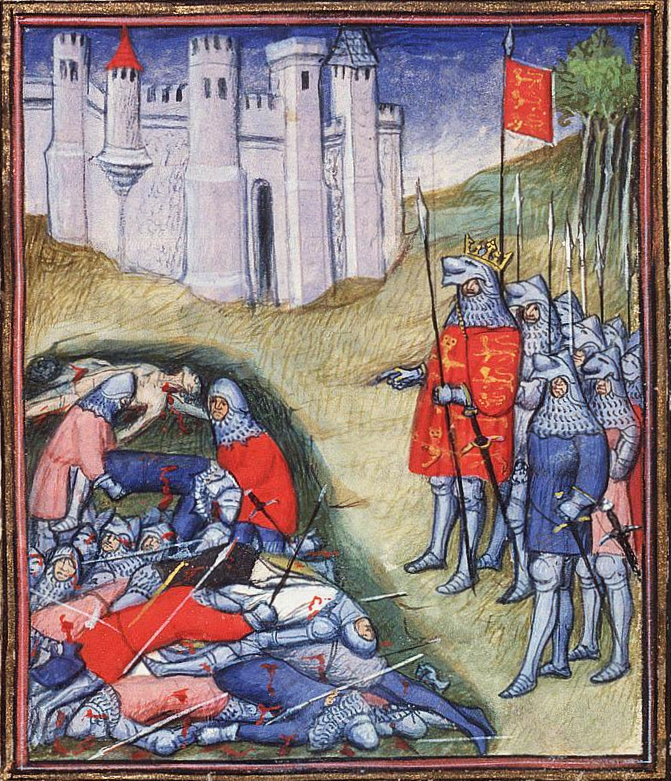
Édouard III comptant les morts sur le champ de bataille de Crécy.

## Bilan et conséquences

### Bilan humain
Au soir de la bataille, Édouard invita à un banquet ses chefs de corps. Il commanda à cette occasion pour le lendemain à Renaud de Ghebhoben de prendre une troupe de chevaliers et de clercs héraldistes afin de compter les morts. Renaud exécuta l'ordre avec diligence dès le lever du jour et pendant une longue journée, il fit inscrire sur les écriteaux royaux le nom de onze princes, 1 500 chevaliers et graver des petites croix pour 4 000 gens de pieds.
Les pertes anglaises furent, d'après toutes les sources, très faibles : 100  à   300 morts.
La bataille ayant débuté vers 17 h se poursuivit jusqu'à la nuit. Les Anglais ne purent donc pas poursuivre les Français en fuite. Par contre, le lendemain, dimanche 27 août, ils purent tuer les Français restés sur place ou à proximité ainsi que ceux qui arrivaient seulement pour livrer bataille n'en sachant pas l'issue. On peut donc estimer à 6 000 le nombre de morts à Crécy, dont 4 000 fantassins dont 2 300 Génois.

### Conséquences militaires
Sur le plan militaire, Crécy marque la fin de la toute puissance de la cavalerie lourde sur un champ de bataille. La chevalerie française, corps d'élite, avait été défaite par les tirs des archers gallois. La supériorité d'une armée professionnelle, régulière et bien organisée sur une cohue féodale, certes courageuse, mais d'un autre temps, fut la clé des victoires anglaises de la guerre de Cent Ans.

### Conséquences politiques
Dans toute l’Europe, la nouvelle se répandit et fit l’effet d’un coup de canon : la chevalerie la plus glorieuse d’Europe s'était fait battre par des archers et de la piétaille.
Les Anglais victorieux poursuivirent leur chemin jusqu'à Calais qu'ils assiégèrent pendant un an.
Le roi Philippe VI, incapable ensuite de secourir Calais qui cède le 4 août 1347, six bourgeois remettant solennellement à Édouard III les clefs de leur cité, montre qu'il n'est ni un politique ni un militaire habile. Ces défaillances vont contribuer à affaiblir la couronne : la première crise grave va se faire sentir lors de la succession de Bretagne.

### Liste non exhaustive de tués
- Jean Ier de Luxembourg, roi de Bohême et comte de Luxembourg ;
- Raoul de Lorraine, duc de Lorraine ;
- Louis de Dampierre, comte de Nevers et de Flandre ;
- Henri IV de Vaudémont, comte de Vaudémont.
- Simon de Salm, comte de Salm
- Charles II de Valois, frère du Roi, comte d'Alençon, de Chartres et du Perche ;
- Louis de Châtillon, comte de Blois ;
- Enguerrand VI de Coucy, sire de Coucy, de Marle, de la Fère, d'Oisy, d'Havrincourt ;
- Hugues d'Amboise, seigneur de Chaumont et son fils Jean ;
- Jean II d'Auxy, seigneur d'Auxy-le-Château et de Fontaines, chevalier, sénéchal de Ponthieu[3]; et son fils Jean d'Auxy (arbres généalogiques Myhéritage)
- Jean IV d'Harcourt, frère de Geoffroy d'Harcourt, comte d'Harcourt, vicomte de Chatellerault ;
- Guillaume Kadot, écuyer, seigneur de Douville, maître d'hôtel du roi ;
- Mathieu de Lamezan, seigneur de Lamezan et d'Ambax ;
- Antonio Doria, amiral de France
- Jean V de Pierrepont, comte de Roucy, comte de Braine ;
- Louis II de Sancerre, comte de Sancerre ;
- Robert de Rambures, seigneur de Rambures ;
- Gilles Ier de Soyécourt, seigneur de Soyécourt[4] ;
- Roger de Heu, chevalier, peut-être adoubé par Philippe VI à Crécy[5] ;
- Jean Ier Tyrel, seigneur de Poix et son fils Bernard Tyrel ;

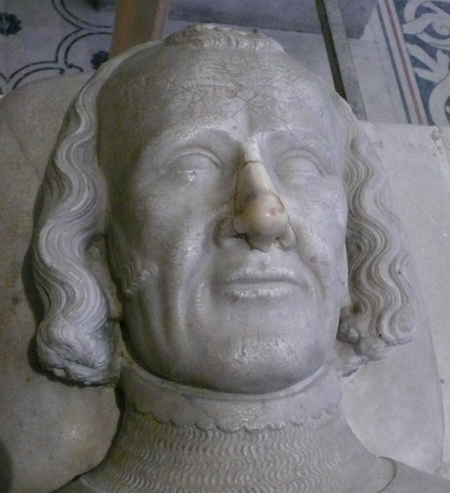
Charles II d'Alençon.
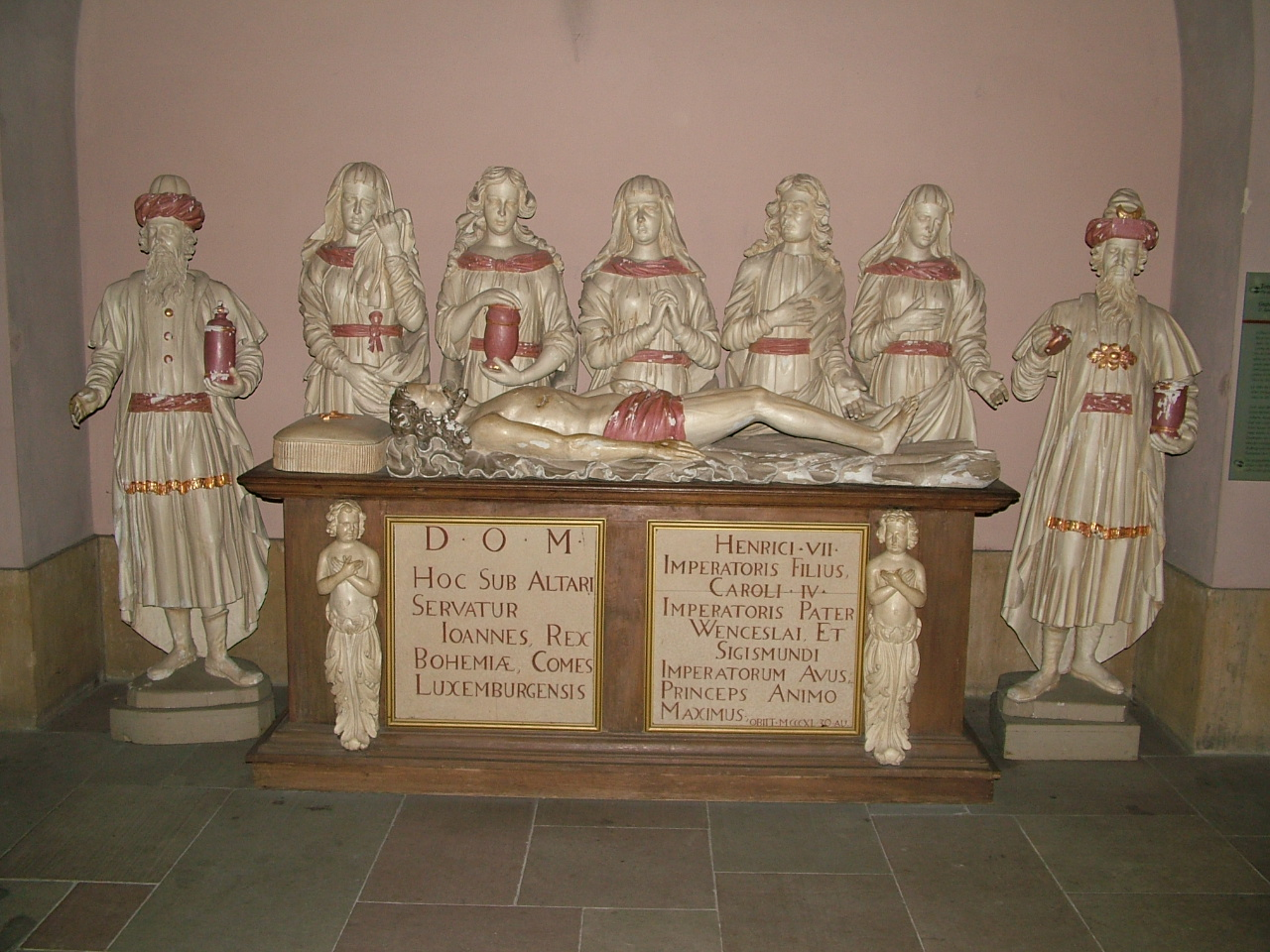
Tombeau de Jean Ier de Luxembourg à la cathédrale Notre-Dame de Luxembourg.
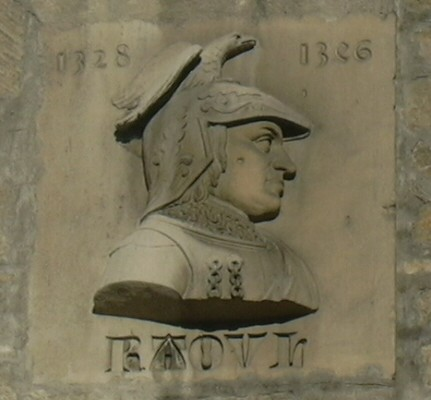
Raoul, duc de Lorraine.

## Lieux de mémoire
Le Centre historique Crécy la bataille est un centre d'interprétation, ouvert en 2021, qui est consacré à la bataille de Crécy. Selon un parcours chronologique bilingue (français-anglais), le visiteur peut découvrir le contexte historique de la Guerre de Cent Ans et la célèbre bataille du 26 août 1346. D’autres thématiques sont consacrées à l’équipement du combattant, à l’héritage culturel de l’événement mais aussi à la vie quotidienne au Moyen Âge.

Façade du centre d'interprétation
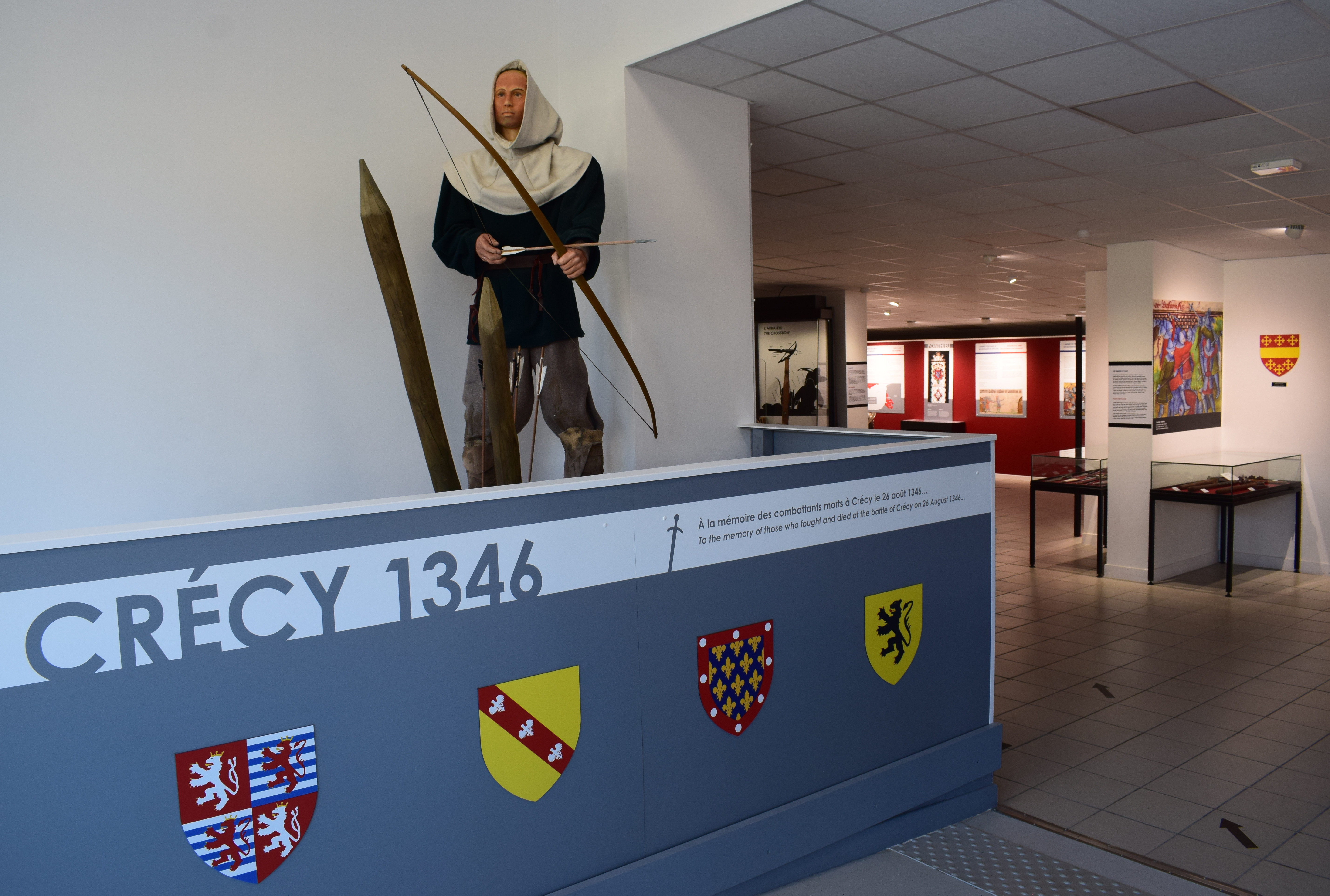
Hall d'entrée

Plusieurs sites et monuments à Crécy-en-Ponthieu et aux environs en gardent la mémoire:
- La Croix de Bohême, sur la route de Fontaine-sur-Maye, glorifie la fin héroïque de Jean de Luxembourg à la bataille de Crécy.
- Le Mémorial à Jean de Luxembourg sur la place de Crécy-en-Ponthieu.
- La tour d'observation au lieu-dit « moulin d'Édouard III » à la sortie du bourg, sur la route de Wadicourt.

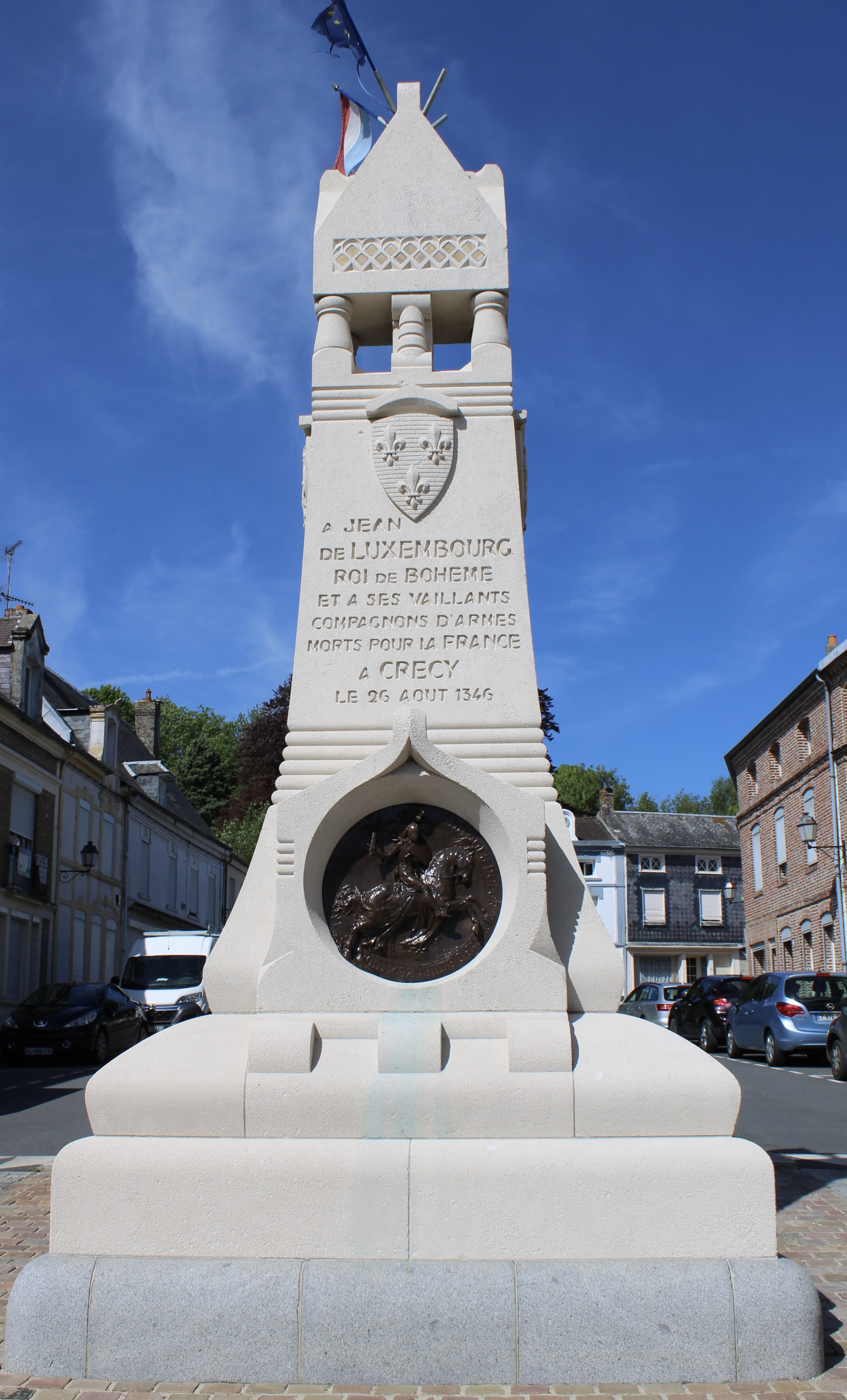
Monument à la mémoire de Jean de Luxembourg.
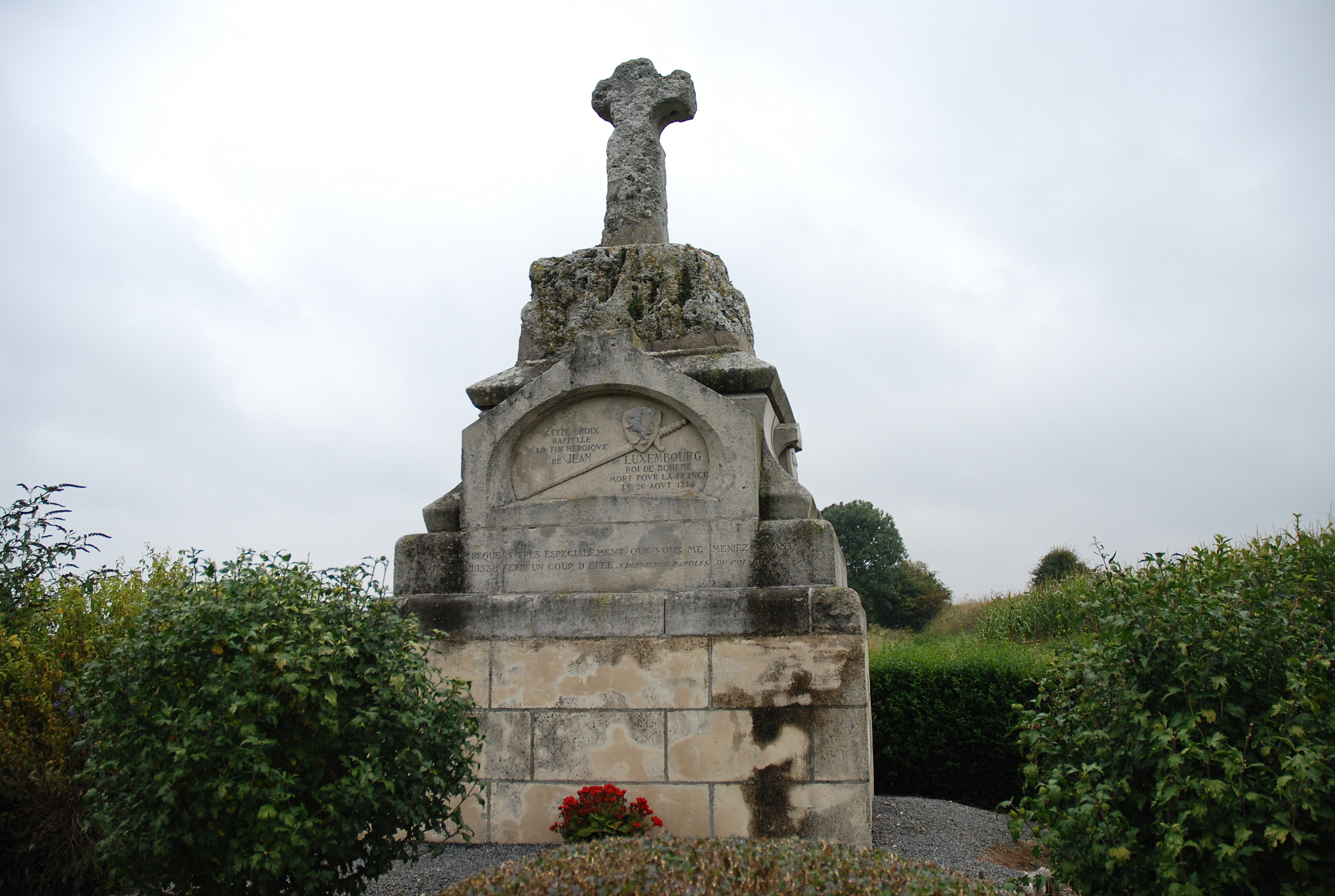
Croix de Bohême à la mémoire de Jean de Luxembourg.
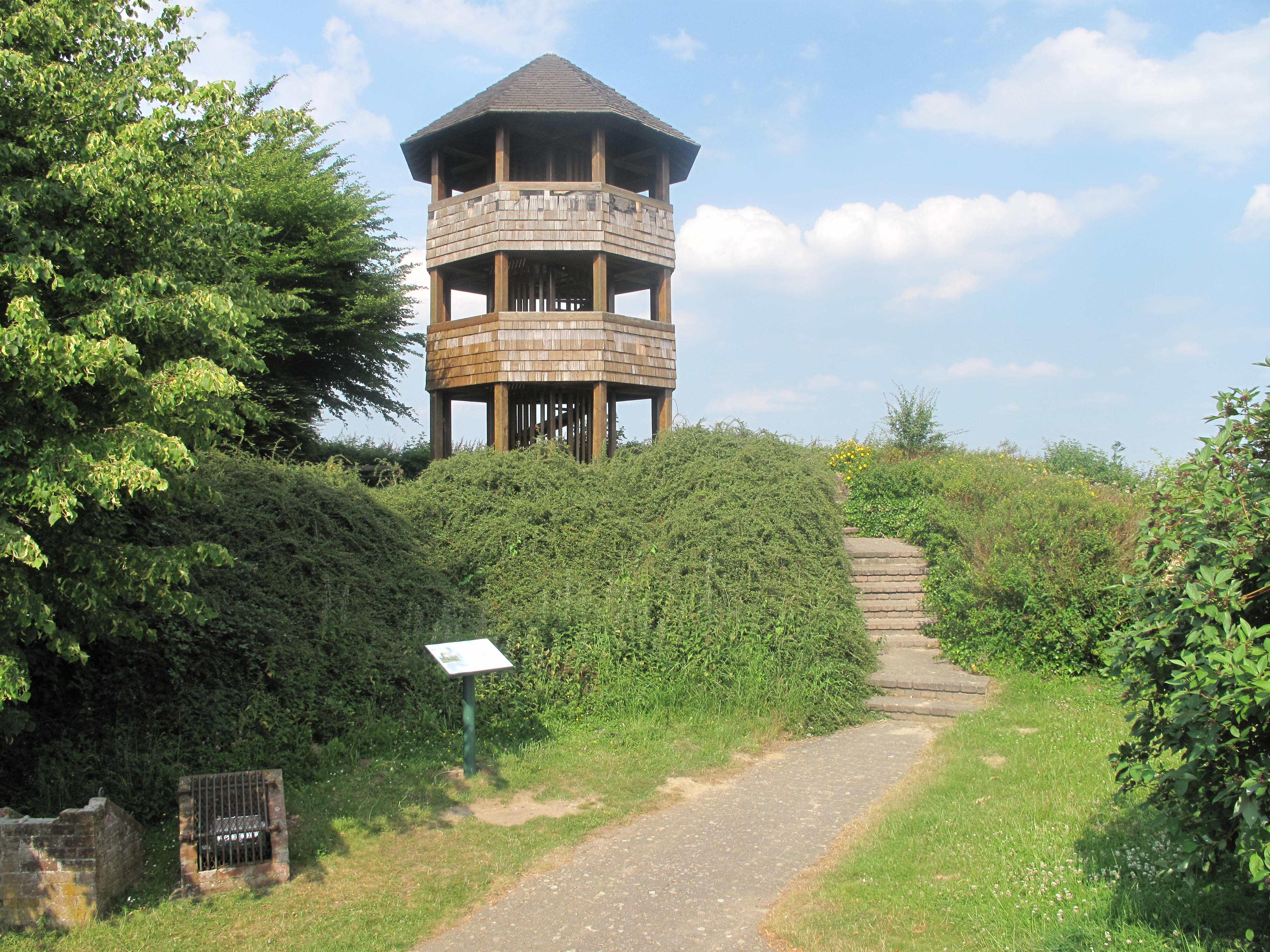
Tour d'observation du champ de bataille de Crécy.